# سيمون روسل بيل
سيمون روسل بيل هو ممثل إنجليزي ولد في 12 يناير 1961.

## روابط خارجية
سيمون روسل بيل على موقع IMDb (الإنجليزية)
- سيمون روسل بيل على موقع ألو سيني (الفرنسية)
- سيمون روسل بيل على موقع ميوزك برينز (الإنجليزية)
- سيمون روسل بيل على موقع أول موفي (الإنجليزية)
- سيمون روسل بيل على موقع قاعدة بيانات برودواي على الإنترنت (الإنجليزية)
- سيمون روسل بيل على موقع قاعدة بيانات الأفلام السويدية (السويدية)
- سيمون روسل بيل على موقع ديسكوغز (الإنجليزية)
- سيمون روسل بيل على موقع قاعدة بيانات الفيلم (الإنجليزية)
- سيمون روسل بيل على موقع كينوبويسك (الروسية)